# Тамни лавиринт
Тамни лавиринт (енгл. The Dark Labyrinth) роман је Лоренса Дарела (енгл. Lawrence Durrell), британског књижевника који је објављен 1958. године. Прва верзија дела је написана 1947. године на Криту, а поново је реиздат 1958. под промењеним називом Тамни лавиринт.

## О делу
Прва верзија романа се појавила 1947. године под насловом Cefalu. Под називом Тамни лавиринт је реиздат 1958. године. Лоренс Дарел написао је овај медитерански роман после завршетка вињете о Крфу, Просперовој ћелији, а деценију пре Јустине. Роман је препун атмосфере медитеранског пејзажа. Ово је један од раних Дарелових романа и у њему се већ види све оно ногатство стила и снажан осећај за људске судбине који ће кулминирати у Александријском квартету. Реалистичко приповедање прожето је алегоријом, радња се одвија са неочекиваним преокретима, а ликови су богато и врло сликовито описани.

### Радња романа
Радња је смештена на Крит непосредно после рата. Необичан избор енглеских путника крстаре бродом и одлазе на излет да истраже локални лавиринт на који их упозоравају да није сигуран. Из лавиринта се чују звуци који подсећају на минотаура који је ту некада живео. Путници, упркос упозорењима, одлазе у лавиринт са локалним водичем, али изненада долази до одрона и они бивају ухваћени у клопку. Само неки од њих успевају да се извуку. Остали остају заробљени у тами, неки успевају да се пробију до неког излаза на светло дана где проналазе нови живот.

### Ликови
Дарелови ликови разговарају с великом стварношћу о својим искуствима, себи самима и психолошкој невољи због које је већина њих кренула на своје путовање. Ту се налази екстровертни сликар, свештеник, малолетни песник, војник, ексцентрични брачни пар.

### Српско издање
Тамни лавиринт је роман који се на српском језику појављује 2007. године у издању издавачке куће Лагуна. 